# Graeme Allwright
Graeme Allwright (Wellington, 7 november 1926 - Couilly-Pont-aux-Dames, 16 februari 2020) was een in Nieuw-Zeeland geboren Franse zanger en liedjesschrijver. Hij werd in de jaren zestig en -zeventig populair als Franstalige vertolker van de liedjes van Amerikaanse en Canadese liedjesschrijvers als Leonard Cohen, Bob Dylan en Pete Seeger, en bleef tot in zijn negentiger jaren actief. 
Geboren in Wellington, groeide hij op in Hāwera voordat hij naar Wellington College ging. Tijdens zijn jeugd hoorde hij jazz en Amerikaanse folksongs op radio-uitzendingen voor Amerikaanse troepen die gelegerd waren in Paekākāriki en Titahi Bay, en zong hij met zijn familie op plaatselijke kermissen. Op 15-jarige leeftijd begon hij met acteren in Wellington en won een beurs om naar de Old Vic toneelschool in Londen te gaan. Hij reisde per schip naar Engeland, werkte als scheepsjongen om zijn kost te verdienen, en begon in Londen te trainen en te werken als acteur.
Hij kreeg een plaats aangeboden bij de Royal Shakespeare Company, maar wees die af om in 1948 naar Frankrijk te verhuizen met zijn vriendin Catherine Dasté, een medestudente die de dochter was van acteur en theaterregisseur Jean Dasté. Allwright werkte als timmerman aan theaterdecors terwijl hij geleidelijk de Franse taal begon te beheersen. Hij en Catherine trouwden in 1951; zij scheidden later. Hij was een imker en werkte vervolgens in de wijngaarden van Bourgondië en leidde een theatergroep in Pernand-Vergelesses, terwijl hij gitaar leerde spelen en luisterde naar platen van Amerikaanse zangers als Woody Guthrie, Tom Paxton en Pete Seeger.  Hij woonde in Blois, waar hij in een psychiatrisch ziekenhuis werkte, en vestigde zich vervolgens in Dieulefit waar hij Engelse les gaf en een kindertheatergroep oprichtte. Hij ontdekte een talent voor vertalen toen hij voor zijn leerlingen verhalen uit Nieuw-Zeeland in het Frans bewerkte, en begon vervolgens, na zijn verhuizing naar Saint-Étienne, Amerikaanse liedjes in het Frans te vertalen. 
In het begin van de jaren zestig begon hij op te treden in kleine clubs in Parijs, waar hij collega-zangeres Colette Magny en de acteur en zanger Marcel Mouloudji ontmoette, die onder de indruk waren van Allwrights vermogen om de teksten van schrijvers als Dylan en Cohen in het Frans te bewerken. Mouloudji nam Allwright op en bracht zijn liedjes uit in 1965, eerst op de EP Le Trimardeur (een liedje bewerkt naar Woody Guthrie), en daarna op een titelloze LP. Het album bevatte bewerkingen van liedjes van Guthrie en Oscar Brand, maar ook een aantal van de Franse songwriter Paul Koulak, en Allwright's eigen materiaal. Hij kreeg een platencontract bij Mercury Records, en zijn tweede album, ook getiteld Graeme Allwright, werd uitgebracht in 1968. Het bevatte bewerkingen van Dylan (Who Killed Davy Moore?) en Malvina Reynolds (Little Boxes), evenals zijn eigen lied Il faut que je m'en aille (Les retrouvailles), en werd populair bij studenten tijdens de mei 68 protesten.
« Allwright's liedjes waren perfect getimed om de stemming van de jonge demonstranten te vangen... Hij zong niet alleen protestliederen - hij deed mee, en kwam zelfs midden in een oproer terecht in het Quartier Latin van Parijs. Gewapende CRS-politie rukte vanuit verschillende richtingen op naar zijn groep demonstranten. Volgens Allwright was het een gevaarlijke situatie, maar gelukkig wist hij te ontsnappen door een zijstraat in te rennen. Hoewel zijn muziek nauw verbonden raakte met de protestbeweging, was de betekenis van het verband hem op dat moment nog niet helemaal duidelijk. "De jongeren, de 'soixante-huitards' van '68, vulden de plaatsen waar ik zong en zongen mijn liederen. Ik realiseer me nu, achteraf, de impact van bepaalde liedjes. Ik besefte toen niet hoe belangrijk dat was »

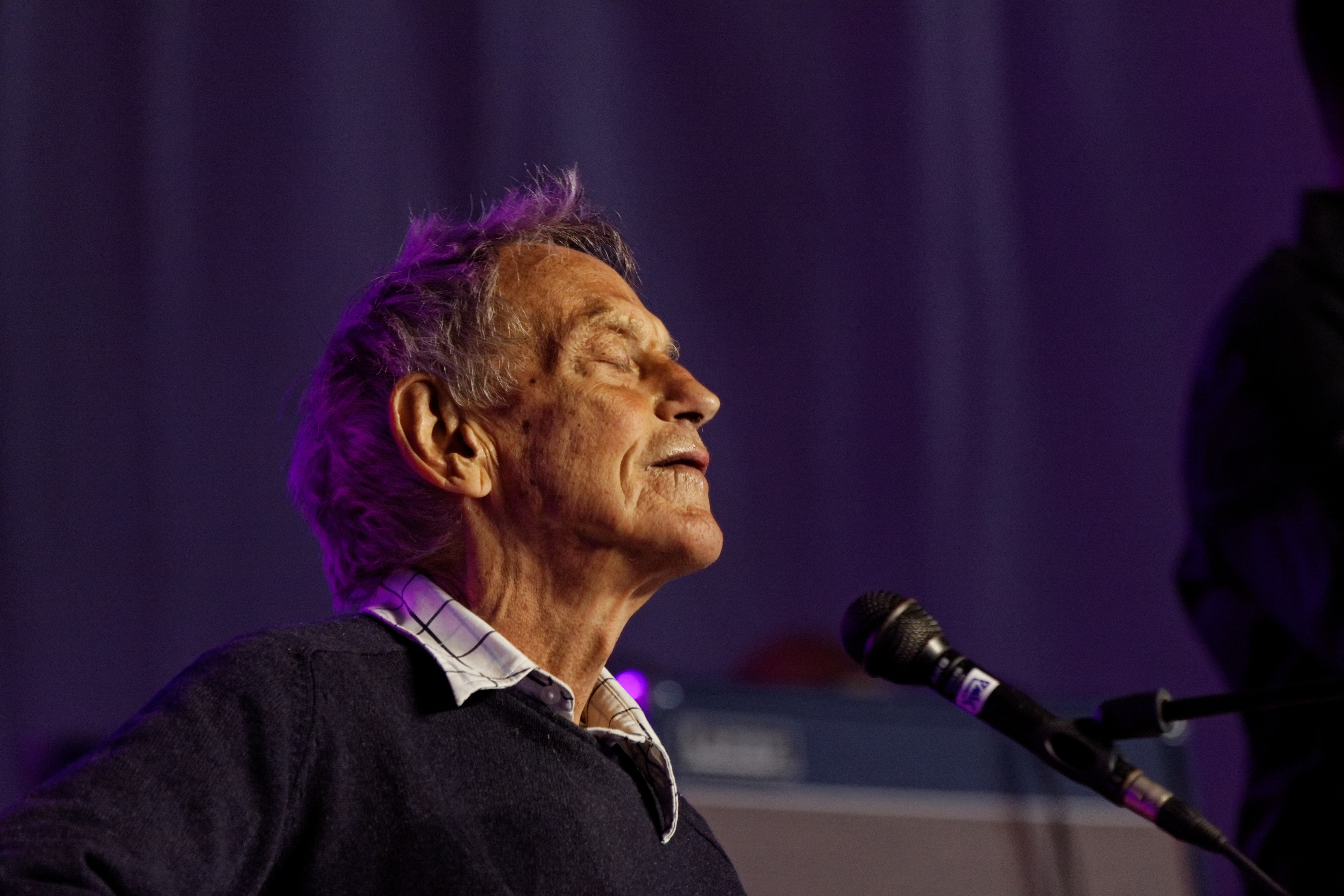
Graeme Allwright in 2012

Allwright's muziek "leverde anthems voor de Franse linkse tegencultuur. Zijn grootste succes kwam met zijn derde album, Le jour de clarté (1968), dat bewerkingen bevatte van twee liedjes van Leonard Cohen (Suzanne en The Stranger Song), twee van Tom Paxton, en andere van Pete Seeger, Jackson C. Frank, en Roger Miller.
Zijn meest populaire nummer was het titelnummer, een bewerking van het Peter, Paul and Mary nummer Very Last Day. De stress veroorzaakt door het onverwachte succes van het nummer bracht Allwright ertoe zijn jonge gezin in Frankrijk te verlaten en te gaan reizen, aanvankelijk met een vriend naar Egypte en Ethiopië, waar hij zes maanden doorbracht in de stad Harar.  Hij zei: "Ik dacht niet eens aan de zangcarrière die ik achterliet. Ik beleefde iets totaal anders en ontdekte een andere wereld."
In 1970 bracht hij het album A long distant present from thee... Becoming uit, een samenwerking met andere muzikanten die werd omschreven als "een uitwaaierend psychedelisch album dat put uit zijn ervaringen in India", gevolgd door het Engelstalige album Recollections (1971), en Jeanne d'Arc (1972), dat zowel eigen materiaal als songs van Leonard Cohen bevatte.
In de loop van de volgende jaren ontwikkelde Allwright de neiging om een album op te nemen en dan Frankrijk voor enige tijd te verlaten om in Afrika, India en Amerika te reizen, wat zijn cultstatus in Frankrijk versterkte. In het midden van de jaren 1970 woonde hij 18 maanden op Réunion in de Indische Oceaan. Hij raakte bevriend met Cohen, die zijn bewerkingen goedkeurde, en in 1973 bracht Allwright het album Graeme Allwright chante Leonard Cohen uit. Hetzelfde jaar bracht hij het dubbele live-album A l'Olympia uit. Hij bleef albums uitbrengen gedurende de jaren 1970, met als hoogtepunt het album Condamnés? uit 1979. In 1980 speelde hij een serie concerten met Maxime Le Forestier, opgenomen op het album Enregistrement Public au Palais des Sports, waarvan de royalty's aan liefdadigheidsinstellingen voor kinderen werden geschonken. In 1985 bracht hij een verzameling liederen van Georges Brassens uit.
Hij zette zijn campagne-activiteiten voort, protesteerde tegen de kernproeven van de Franse regering in de Stille Oceaan, en tegen het zinken van de Rainbow Warrior in 1985. Allwright werkte later aan soundtracks voor films, en nam een album op met liedjes voor kinderen. In 2000 bracht hij het album Tant de Joies uit, een samenwerking met de Amerikaanse jazztrombonist Glenn Ferris.
In 2005 maakte hij een zeldzame terugkeer naar Nieuw-Zeeland om op te treden. Hij trad op tot in de jaren 2010 om zijn geweldloze boodschap te verspreiden, namelijk dat we in ons geweten moeten werken aan de verandering van de ongelijkwaardige samenleving. In de jaren 2000 schreef hij samen met Sylvie Dien een nieuwe tekst voor het Franse volkslied, La Marseillaise, om er een vredeslied van te maken in plaats van een oorlogslied.
Allwright werd ook bekend door zijn Franse tekstbewerking Petit Garçon voor het kerstnummer Old Toy Trains van Roger Miller. In 2014 werd het lied geadopteerd als het officiële lied voor het jaarlijkse Franse liefdadigheidsevenement Téléthon 2014 en werd opgenomen door de sponsor (parrain) van de campagne, de Canadese Franse zanger Garou begeleid door een jonge zanger Ryan. Het verscheen ook in Garou's nieuwe kerstalbum It's Magic dat op 1 december 2014 in Frankrijk werd uitgebracht.
- Bibliothèque nationale de France: cb138906939 (data)
- Gemeinsame Normdatei: 1146902212
- International Standard Name Identifier: 0000 0000 8870 6657
- Library of Congress Control Number: no00056749
- MusicBrainz: 1d614b26-145a-4c57-a1c0-752dfe87e39d
- SNAC: w6ht3xj7
- Système universitaire de documentation: 077721403
- Virtual International Authority File: 19864407
- WorldCat: E39PBJc3CPQDYr4dkktKtx4rMP